# Comté d'Auxonne
Le Comté d'Auxonne est une ancienne souveraineté située en Bourgogne (duché de Bourgogne) à l'est de la Saône dont la capitale était la ville d'Auxonne. Il fut rattaché au royaume de France au traité de Senlis (23 mai 1493).

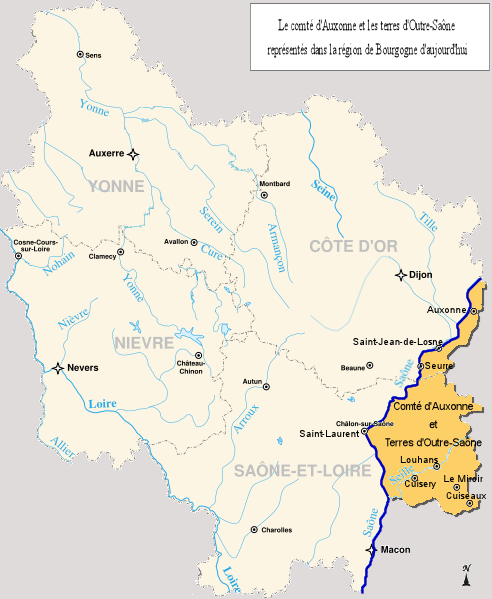
Localisation du Comté d'Auxonne et terres d'Outre-Saône dans l'actuelle région Bourgogne

## Historique
(Voir Histoire d'Auxonne et voir aussi Étienne II d'Auxonne)
Courtépée a écrit : « ... il est composé de tout le pays d’Outre-Saône, c'est-à-dire, des villes d’Auxonne, Seurre, Louhans, Cuiseaux, Saint-Laurent, Verdun, Cuisery, Pontailler, Bellevesvres et Chaussin ».
Le duc Hugues IV de Bourgogne, avait acquis ces territoires en 1237 de Jean Ier de Chalon, l’un des comtes de cette province, qui avait fait d’Auxonne un comté particulier et réuni ainsi le tout au duché de Bourgogne, dont ils suivirent la fortune.
« Ce pays contenait deux comtés, Savigny-en-Revermont et Verdun, (Verdun-sur-le-Doubs) ; trois marquisats, La perrière, (Laperrière-sur-Saône), Seurre, Chaussin ; et onze baronnies, qui sont Pagny, Vauvry, Tenare, Saint-Germain-du-Plain, Montpont, (Montpont-en-Bresse), Mervans, La Ville neuve (La Villeneuve), près Cuisery, Longepierre, Pierre, (Pierre-de-Bresse), Montcenis, et Saint-vincent ; (Saint-Vincent-en-Bresse), l’abbaye du Miroir, neuf prieurés, de Losne, (Saint-Jean-de-Losne), Saint-Marcel, Moutiers en Bresse, (Mouthier-en-Bresse), Louhans, Saint-Laurent, (Saint-Laurent-lès Chalon), Ratenelle, Pontailler, (Pontailler-sur-Saône), Sermesse et la Frête (La Frette), en dépendaient ».
« On comptait en 1476 dans ce  comté, sur une étendue de 25 lieues et 6 de largeur, 11076 feux taillables sur titres. Tous ces pays formaient le ressort du parlement de Saint-Laurent-lès-Chalon établi par le roi Jean en 1361 ; après sa suppression en 1480, ils furent soumis à celui de Dijon ».
Ce comté était administré par des États particuliers indépendants de ceux du duché. Le parlement de ces États se réunissait à Saint-Laurent, ville, à cette époque, à part de Chalon-sur-Saône. Le Comté comprenait deux abbayes : une à Saint-Jean-de-Losne et l'autre à Le Miroir. Selon Claude Courtépée, le Comté comptait 11076 feux taillables sur titres, c'est-à-dire que 11076 familles payaient une taxe. Le Comté sera rattaché au Royaume de France en 1493 par le Traité de Senlis, toutefois il sera toujours dirigé par des Etats particuliers. Ces Etats particuliers se réunissaient tout les trois ans à Auxonne, ils furent dissous en 1639 et à partir de cette date le Comté deviendra définitivement possession du Royaume de France.
Le Comté mesurait environ 100km de long et 40km de large pour une superficie d'environ d'environ 2200 km2. Cette superficie représente environ l'actuel département des Yvelines ou du Luxembourg.